# Aleksandrs Samoilovs
Aleksandrs Samoilovs, né le 6 avril 1985 à Riga, est un joueur de beach-volley letton. Surnommé Le Roi Lion, il a notamment été Champion d'Europe de sa discipline.

## Carrière

### Résumé exhaustif
Il remporte aux Championnats d'Europe en 2013 la médaille d'argent avec Jānis Šmēdiņš.
En 2014 pour les Championnats d'Europe disputés à Cagliari (Italie), le duo letton, pourtant tête de série n° 1, est une nouvelle fois battu en finale. Soutenu par un public tout acquis à sa cause, le duo italien Nicolai-Lupo remporte une victoire en 3 sets disputés contre les Lettons.
Le duo remporte son premier titre majeur aux Championnats d'Europe 2015.

### Partenaires successifs
Durant sa longue carrière en beach-volley, Aleksandrs Samoilovs a connu plusieurs partenaires, au fil des retraites et des changements volontaires de partenaires. Il a ainsi joué en duo avec :
- Valters Ramma (2003)
- Mārtiņš Pļaviņš (2004)
- Mārtiņš Pļaviņš & Ruslans Sorokins (2005)
- Mārtiņš Pļaviņš & Ruslans Sorokins (2006)
- Mārtiņš Pļaviņš (2007)
- Mārtiņš Pļaviņš & Ruslans Sorokins (2008)
- Ruslan Sorokins (2009 à 2012)
- Jānis Šmēdiņš (depuis 2013)[5]

## Palmarès

### Jeux olympiques d'été
- Néant

### Championnats du Monde
- Néant

### Championnats d'Europe
- Médaille d'or avec Jānis Šmēdiņš en 2015 à Klagenfurt (Autriche)
- Médaille d'argent avec Jānis Šmēdiņš en 2013 à Klagenfurt (Autriche)
- Médaille d'argent avec Jānis Šmēdiņš en 2014 à Cagliari (Italie)
- Médaille d'argent avec Jānis Šmēdiņš en 2017 à Jurmala (Lettonie)